# Campeonato Sul-Mato-Grossense 1980
In 1980 werd het tweede Campeonato Sul-Mato-Grossense gespeeld voor clubs uit de Braziliaanse staat Mato Grosso do Sul. De competitie werd georganiseerd door de Federação de Futebol de Mato Grosso do Sul en werd gespeeld van begin september tot 30 november. Operário de Campo Grande werd kampioen.

## Eerste fase

### Eerste toernooi
| Plaats | Club                     | Wed. | W | G | V | Saldo | Ptn. |
| ------ | ------------------------ | ---- | - | - | - | ----- | ---- |
| 1.     | Operário de Campo Grande | 7    | 6 | 1 | 0 | 23:5  | 13   |
| 2.     | Comercial                | 7    | 5 | 0 | 2 | 14:2  | 10   |
| 3.     | Aquidauana               | 7    | 4 | 1 | 2 | 8:7   | 9    |
| 4.     | Corumbaense              | 7    | 4 | 0 | 3 | 9:7   | 8    |
| 5.     | Atlântico                | 7    | 2 | 2 | 3 | 3:10  | 6    |
| 6.     | Operário de Dourados     | 7    | 2 | 1 | 4 | 6:9   | 5    |
| 7.     | Iguatemiense             | 7    | 1 | 1 | 5 | 3:13  | 3    |
| 8.     | Taveirópolis             | 7    | 1 | 0 | 6 | 2:15  | 2    |

|  | Geplaatst voor tweede fase |

### Tweede toernooi
| Plaats | Club                     | Wed. | W | G | V | Saldo | Ptn. |
| ------ | ------------------------ | ---- | - | - | - | ----- | ---- |
| 1.     | Operário de Campo Grande | 7    | 5 | 2 | 0 | 21:0  | 12   |
| 2.     | Comercial                | 7    | 4 | 3 | 0 | 17:4  | 11   |
| 3.     | Operário de Dourados     | 7    | 4 | 1 | 2 | 10:8  | 9    |
| 4.     | Corumbaense              | 7    | 2 | 2 | 3 | 18:13 | 6    |
| 5.     | Atlântico                | 7    | 2 | 2 | 3 | 7:13  | 6    |
| 6.     | Aquidauana               | 7    | 2 | 1 | 4 | 10:9  | 5    |
| 7.     | Taveirópolis             | 7    | 2 | 1 | 4 | 7:28  | 5    |
| 8.     | Iguatemiense             | 7    | 0 | 2 | 6 | 5:20  | 2    |

|  | Geplaatst voor tweede fase |

### Totaalstand
| Plaats | Club                     | Wed. | W  | G | V  | Saldo | Ptn. |
| ------ | ------------------------ | ---- | -- | - | -- | ----- | ---- |
| 1.     | Operário de Campo Grande | 14   | 11 | 3 | 0  | 44:5  | 25   |
| 2.     | Comercial                | 14   | 9  | 3 | 2  | 31:6  | 21   |
| 3.     | Corumbaense              | 14   | 6  | 2 | 6  | 27:20 | 14   |
| 4.     | Aquidauana               | 14   | 6  | 2 | 6  | 18:16 | 14   |
| 5.     | Operário de Dourados     | 14   | 6  | 2 | 6  | 16:17 | 14   |
| 6.     | Atlântico                | 14   | 4  | 4 | 6  | 10:23 | 12   |
| 7.     | Taveirópolis             | 14   | 3  | 1 | 10 | 9:43  | 7    |
| 8.     | Iguatemiense             | 14   | 1  | 3 | 11 | 8:33  | 5    |

|  | Geplaatst voor tweede fase als toernooiwinnaar    |
|  | Geplaatst voor tweede fase als beste niet-winnaar |

## Tweede fase
| Plaats | Club                     | Wed. | W | G | V | Saldo | Ptn. |
| ------ | ------------------------ | ---- | - | - | - | ----- | ---- |
| 1.     | Operário de Campo Grande | 6    | 5 | 1 | 0 | 17:2  | 11   |
| 2.     | Comercial                | 6    | 3 | 0 | 3 | 10:6  | 6    |
| 3.     | Aquidauana               | 6    | 1 | 2 | 3 | 2:8   | 4    |
| 4.     | Corumbaense              | 6    | 0 | 3 | 3 | 0:13  | 3    |

|  | Kampioen |

### Kampioen
| Campeonato Sul-Mato-Grossense de 1980 |
| Mato Grosso do Sul                    |
| ------------------------------------- |
| OPERÁRIO Kampioen (2° titel)          |